# Сноу (вулкан)
Вулканът Сноу (на руски: Сноу) е активен, плосък стратовулкан в южната част на остров Чирпой от групата на Черните братя, част от веригата Южни Курилски острови, Сахалинска област на Русия. На острова има два активни вулкана – Вулканът на Чьорни, в центъра му и Сноу в южната му част. Сноу е по-младият от двата и се предполага, че е образуван между 1770 и 1810 г. Наречен е в чест на английския моряк и търговец на кожи Хенри Сноу, който през 70 – 90-е години на 19 век се занимава с риболов край бреговете на Курилските острови.

## Описание
Вулканът Сноу има формата на пресечен конус, чиято най-висока точка се издига на 395 м над морското равнище. Размерите му в основата са 3,5 х 6 км, а кратерът на върха е с диаметър 300 м. Конусът е много богат на лавови потоци – многочислени, мощни изливи се спускат във всички посоки от кратера на върха и много от тях достигат до брега. Цялата южна страна, обхващаща площ с размери 1 х 3,5 км, се състои от лавови потоци, които има вид на съвсем нови. Хаотичният конгломерат от потоци от блокова лава придава на южната част на острова мрачен, див вид, подчертан от пълното отсъствие на всякаква растителност.

## Активност
Познати исторически изригвания настъпват през 1790 ± 20 г., юни 1811, юни 1854 и юли 1857. През май 1879 лавовият поток се спуска от кратера на върха по югозападния склон. Началото му има ширина 300 м и с дължината си от 2,5 км стига до морския бряг, като образува нов нос. През октомври 1960 г. протича кратковременно експлозивно изригване, което поръсва с вулканична пепел кораб, преминаващ на 12 км от вулкана. През ноември 1988 г. е отбелязано също кратко изригване, наблюдавано от преминаващ кораб.
Поредното изригване започва след 30-годишен период на затишие. Необитаемостта на острова, отдалечеността му от населени места, както и липсата на наземни системи за наблюдение значително усложняват изследването на това изригване. Основният източник на информация са сателитните данни. Според съобщението на Сахалинската група за реагиране на вулканични изригвания, то започва на 10 ноември 2012 г. На спътниковите снимки се наблюдава активна термална аномалия. От Токио е подаден доклад за появата на вулканична пепел.
Лавата е основно с андезитов състав и температурата ѝ е около 630 °С. Най-голямото количество се излива между 11 и 30 ноември. През 2015 г. се провеждат полеви наблюдения на място от експедиция на Института по морска геология и геохимия в гр. Южносахалинск. Тя установява, че бавното изливане на лавата е протекло от страничен лавово-екструзивен конус, разположен на югоизточния склон на вулкана, а фронталната част на потока достига до крайбрежната акватория. Дължината му е около 1,1 км, а покритата площ – 0,37 км2. От същия конус периодично се изхвърлят газове и пара.
Установени са 5 импулса с нарастваща интензивност на изтичането на лавовия поток, вероятно свързани с налягането в магмената камера – от ноември 2012 до януари 2013 г, септември – октомври 2013 г, март – юни 2014 г, август – ноември 2014 г. и април – юни 2015 г. Визуално потвърждение на изригването на Сноу е направено през октомври 2015 г. Уебсайтът „Volcano Discovery“ съобщава, че „пътниците на борда на руски круизен кораб документират скорошното изригване. При преминаване край острова през октомври 2015 г. лавов поток е достигал морето, създавайки зрелищни крайбрежни експлозии." На уебсайта е публикувано и видео на събитието от круизния кораб. Изригването приключва окончателно през август 2016 г. През 2019 г. се наблюдава слаба фумаролна активност.